# Yuta Goke
Yuta Goke (郷家 友太, Goke Yuta, Miyagi, 10 juni 1999) is een Japans voetballer die als middenvelder speelt bij Vissel Kobe.

## Clubcarrière
Goke begon zijn carrière in 2018 bij Vissel Kobe.

## Interlandcarrière
Goke speelde met het nationale elftal voor spelers onder de 20 jaar op het WK –20 van 2019 in Polen.